# Жагань
Жа́гань (пол. Żagań) — місто в Польщі в Любуському воєводстві, на річці Бубр, на кордоні Нижньої Сілезії та Тшебінської височини. На півдні від міста розташовані Нижньосілезькі ліси, звідки витікають та впадають у річку Бубр його ліві притоки Квіса i Черна-Велька.  До 1998 року належало до Зеленогурського воєводства.

## Назва
- Жа́гань (пол. Żagań, в.-луж. і чеськ. Zaháň) — польська, лужицька і чеська назви. Власна назва Жагань є іменником чоловічого роду.
- Жегань (пол. Żegań), Жеган (пол. Żegan), або Зеган (пол. Zegan) — історичні польські назви.
- Заган (нім. Sagan) — історична німецька назва.
- Заган-Сілезький (нім. Sagan in Schlesien), або Саган-на-Бобері (нім. Sagan am Bober) — альтернативні німецькі назви.
- Саган (лат. Saganum), або Загано (лат. Zagano) — латинські назви.

## Історія
Згідно з переказами, місто закладено близько 700 року Жаганною, слов'янською княгинею, дочкою Ванди, внучкою Крака. За історичними даними Жагань закладено в другій половині XII століття королем Болеславом IV Кучерявим як місто та заставу при переправі через Бубр. Міські права Жагань отримав 1285. року. З кінця XIII століття Жагань був столицею незалежного Жаганського князівства, яким до 1472 року керував Сілезький П'яст. Починаючи з 1472 року князівство переходило під управління саксонських (1472-1549), а з 1549 року габсбурзьких володарів спочатку у складі чеських територій, а 1627 повністю під управлінням Габсбургів. 
У 1785 році після розподілу Речі Посполитої герцогство відійшло під управління курляндського князя Пйотра Бірона. У 1842-1862 роках, за часів княгині Дороти де Талейран-Перігор, наймолодшої дочки Бірона, Жагань став важливим центром культурного та політичного життя. У той час у місті працювали такі відомі люди, як Ференц Ліст, Божена Нємцова та Оноре де Бальзак. Нащадки Бірона керували Жаганем до 1935 року, аж доки уряд Третього рейху не конфіскував княжий палац, а князя Бозона II було оголошено ворогом держави і позбавлено громадянства.
З другої половини XIX ст. на території міста знаходився військовий гарнізон, у якому розміщувалися спочатку пруські війська, згодом рейхсвер, війська вермахту, а по закінченню Другої світової війни війська червоної та польської армій.
Під час Другої світової війни Жагань та сусідні міста стали місцем для створення таборів для військовополонених. Восени 1939 р. було організовано табір "Stalag VIII C", де першими військовополоненими були поляки — учасники вересневої кампанії, а в більш пізній період до табору вирушали десятки тисяч ув'язнених різних національностей.
Найвідомішим табором військових в'язнів у Жагані був «Stalag Luft 3», призначений для пілотів союзних військ. В ніч з 24 на 25 березня 1944 року 76 в'язнів організували втечу через пробурений тунель. Майже всіх втікачів упіймали і лише трьом учасникам вдалося втекти. 50 учасників втечі одразу розстріляли. 
16 лютого 1945 року, після чотирьох днів жорстоких боїв, підрозділи 117-ї Бердичівської гвардійської стрілецької дивізії зайняли правобережну частину міста. У травні почалася депортація німецького населення, місто перейшло до складу Польської держави. 
До адміністративної реформи 1998 року Жагань знаходився у складі Зеленогурського воєводства, нині у складі Любуського воєводства.
У 2006 році Жагань, як одне із 32 міст із серії «Історичні міста Польщі», був відзначений на монеті номіналом 2 злотих, викарбуваної Національним банком Польщі.
Щороку в Жагані відбувається ярмарок Міхала, один з найбільших культурних подій в регіоні.
27 січня 2014 року було ухвалено рішення про розміщення 119 танків "Леопард" у 34-й бригаді бронетехніки у Жагані. 14 січня 2017 року в місті відбувся офіційний прийом американських військ.
Значним осередком культури і науки був монастир Августинців, у якому проводились астрономічні спостереження (тут працював також знаменитий астроном Йоган Кеплер).

## Демографія
Демографічна структура станом на 31 березня 2011 року:
|          | Загалом | Допрацездатний вік | Працездатний вік | Постпрацездатний вік |
| -------- | ------- | ------------------ | ---------------- | -------------------- |
| Чоловіки | 12945   | 2472               | 9352             | 1121                 |
| Жінки    | 13846   | 2249               | 8492             | 3105                 |
| Разом    | 26791   | 4721               | 17844            | 4226                 |

## Економіка
Деревообробна, металургійна, текстильна, харчова, будівельна промисловість.

## Пам'ятки

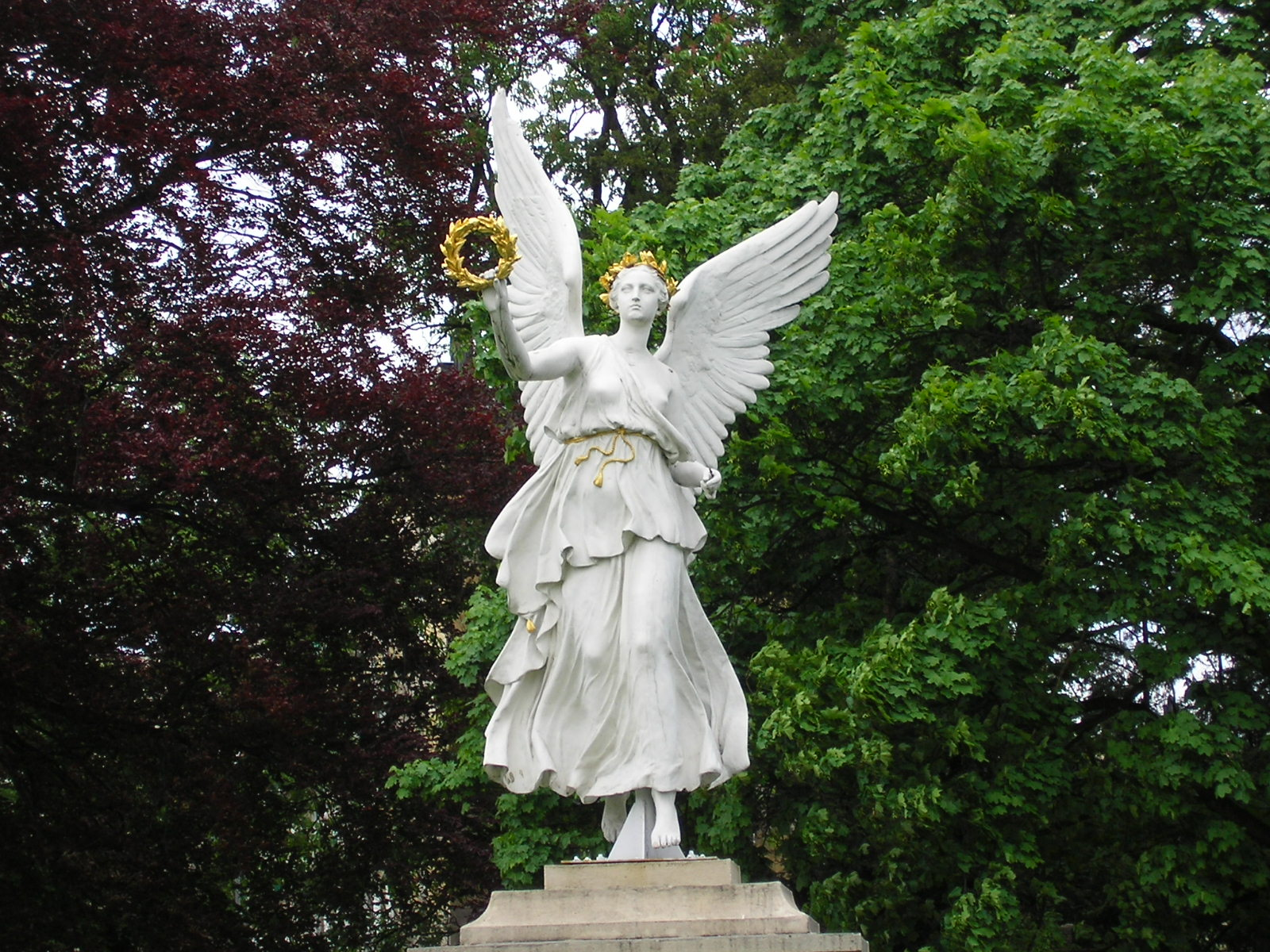

- монастир (середини XIV століття, з подальшими добудовами)
- монастир Єзуїтів, попередньо Францисканців з костелом XIV—XVI століття, перебудований у XVI столітті)
- Каплиця Гробу Христа (XVI століття, початок XVII століття)
- Бароковий палац Лобковіців(1670—1686)
- Пізньокласична оранжерея (1845—1846)
- костел Святих Петра і Павла (XIV—XVI ст.)
- костел Святого Духа (1701—1702)
- Фрагменти стін (XIV—XVI ст.)
- Залізничний вокзал з п'ятьма перонами.

## Культура
- Кінопалац
- Палац культури

## Персоналії, пов'язані з містом
- Ференц Ліст — угорський композитор, двічі гостив у Жагані.
- Йоган Кеплер — німецький астроном.
- Людовик XVIII.
- Оноре де Бальзак.